# Rehetobel
Rehetobel este un oraș în Elveția.